# L'isola dell'amore (film 2008)
L'isola dell'amore (Griechische Küsse) è un film TV tedesco del 2008, diretto da Felix Dünnemann e che ha per protagonista Alissa Jung.  Altri interpreti principali sono Manuel Cortez, Michael Degen e Wanja Mues.

## Trama
Alla vigilia delle sue nozze con Vanessa, Tim parte per l'isola greca di Santorini, dove intende organizzare la cerimonia di nozze: il giovane chiede alla fidanzata di accompagnarlo, ma lei diniega l'invito a causa della sua paura per l'area.
Fattasi coraggio, Vanessa decide di raggiungere il fidanzato, ma una volta giunta a Santorini, l'attende un'amara sorpresa: Tim è sull'isola assieme ad un'altra ragazza.
Nel frattempo, Vanessa sull'aereo ha fatto conoscenza con un giovane greco, Yannis, che si innamora di lei.